# Лоубшер, Генри
Ге́нри Джеймс Ло́убшер (англ. Henry James Loubscher; 8 августа 1936, Джермистон) — южноафриканский боксёр полусредней весовой категории, выступал за сборную ЮАС во второй половине 1950-х годов. Бронзовый призёр летних Олимпийских игр в Мельбурне, чемпион Игр Содружества наций, многократный чемпион Южной Африки, участник многих международных турниров и матчевых встреч.

## Биография
Генри Лоубшер родился 8 августа 1936 года в городе Джермистон, провинция Гаутенг. Первого серьёзного успеха на ринге добился в 1955 году, когда в лёгком весе стал чемпионом Южной Африки среди любителей. Год спустя поднялся в 1-ю полусреднюю весовую категорию и вновь выиграл южноафриканское национальное первенство. Благодаря череде удачных выступлений удостоился права защищать честь страны на летних Олимпийских играх 1956 года в Мельбурне — сумел дойти здесь до стадии полуфиналов, после чего по очкам проиграл советскому боксёру Владимиру Енгибаряну, который в итоге и стал олимпийским чемпионом.
Получив бронзовую олимпийскую медаль, Лоубшер продолжил выходить на ринг в составе национальной сборной ЮАС, принимая участие во всех крупнейших международных турнирах. Так, в 1958 году он завоевал золотую медаль на Играх Британской империи и Содружества наций в Кардиффе, одолел всех своих соперников в 1-м полусреднем весе. Два года спустя поднялся во 2-ю полусреднюю весовую категорию и прошёл квалификацию на Олимпийские игры 1960 года в Рим, но успех четырёхлетней давности повторить не смог, в четвертьфинале единогласным решением судей проиграл поляку Лешеку Дрогошу.
Формально Лоубшер мог выступать и дальше, однако Южная Африка из-за проводимой политики апартеида была исключена из программы следующих Олимпийских игр, поэтому многие южноафриканские спортсмены завершили карьеру раньше времени. В отличие от большинства своих соотечественников, Генри Лоубшер не стал переходить в профессиональный бокс — вместо этого он занялся бизнесом. Ныне вместе с семьёй проживает в Йоханнесбурге.